# Slaar skaar
Slaar skaar er det fjerde studiealbum fra den danske sanger og sangskriver Mikael Simpson, der blev udgivet den 9. marts 2009. Den udkom på CD i en almindelig og en begrænset udgave med 2 CD'er, på vinyl, og digitalt. Den 1. oktober 2009 udkom albummet i en digital remix-udgave, med titlen, Slaar skaar - Udvalgte numre i andre versioner, med remixes af blandt andre Trentemøller, Troels Abrahamsen og Lulu Rouge, der tidligere kun var tilgængelige på den begrænsede CD-udgave.

## Trackliste
Alle sange er skrevet og produceret af Mikael Simpson, undtagen hvor noteret.
| 1.  | "Et stød mod grund"                                     | 3:02 |
| 2.  | "Slaar skaar"                                           | 2:42 |
| 3.  | "Det var en lørdag aften" (Asger Baden, Mikael Simpson) | 3:31 |
| 4.  | "Elektronisk blaa" (Asger Baden, Mikael Simpson)        | 5:10 |
| 5.  | "Vi stod lige der (Nu staar vi her)"                    | 3:36 |
| 6.  | "Medicin" (Asger Baden, Mikael Simpson)                 | 3:52 |
| 7.  | "Venter"                                                | 3:00 |
| 8.  | "Koldt"                                                 | 3:09 |
| 9.  | "Den knitren jeg jender"                                | 3:37 |
| 10. | "Inden du falder i søvn"                                | 2:57 |
| 11. | "Møjn" (Asger Baden, Mikael Simpson)                    | 2:37 |

| 1. | "Koldt" (Ekko Mix)                                    | 3:10 |
| 2. | "Slaar skaar" (Supertroels Mix)                       | 5:03 |
| 3. | "Slaar skaar" (Asger Baden Mix)                       | 2:52 |
| 4. | "Medicin" (Trentemøller Mix)                          | 4:36 |
| 5. | "Vi stod lige der, nu staar vi her" (Asger Baden Mix) | 3:12 |
| 6. | "Koldt" (Lulu Rouge Mix)                              | 4:20 |
| 7. | "Venter" (Mofus Mix)                                  | 4:14 |

## Hitlisteplacering
| Hitliste (2009)    | Højeste placering |
| ------------------ | ----------------- |
| Dansk Album Top-40 | 3                 |